# Atletica leggera ai Giochi olimpici intermedi - Salto triplo
Ai Giochi olimpici intermedi di Atene 21 atleti parteciparono alla gara di salto triplo. La prova si tenne il 30 aprile nello Stadio Panathinaiko. Non ci furono qualificazioni: si disputò direttamente la finale.

## L'eccellenza mondiale
| Record olimpico: Parigi 1900  | 14,47 m | Meyer Prinstein | Presente |
| Migliore prest. mondiale 1905 | 14,21 m | Martin Sheridan | Presente |

L'irlandese Peter O'Connor vuole rifarsi della delusione patita nel lungo, dov'era il grande favorito. È presente anche il bicampione di Parigi e Saint Louis, Myer Prinstein. Ma l'americano si è infortunato nel salto in lungo e gareggia per onore di firma.

## Finale
Per gran parte della gara è in testa l'irlandese Cornelius Leahy, fresco campione del salto in alto. All'ultima prova O'Connor lo supera andando oltre i 14 metri. Myer Prinstein invece non trova la battuta: sbaglia due salti e col terzo non va oltre l'11º posto.
Peggio di lui fa il campione olimpico di Atene 1896 e argento di Parigi, James Connolly, che dopo 6 anni torna a disputare una finale olimpica. All'età di 38 anni non si ripete, anzi incappa in tre salti nulli e finisce non classificato.
Peter O'Connor rimane, con i suoi 34 anni, il più maturo vincitore di sempre del titolo olimpico nel salto triplo.
| Pos     | Paese         | Atleta          | Età | Misura   |
| ------- | ------------- | --------------- | --- | -------- |
| Oro     | Gran Bretagna | Peter O'Connor  | 34  | 14,075 m |
| Argento | Gran Bretagna | Cornelius Leahy | 26  | 13,98 m  |
| Bronzo  | Stati Uniti   | Thomas Cronan   |     | 13,70 m  |